# Вілле Лаюнен
Вілле Лаюнен (фін. Ville Lajunen; 8 березня 1988, м. Гельсінкі, Фінляндія) — фінський хокеїст, захисник. Виступає за «Йокеріт» (Гельсінкі) у Континентальній хокейній лізі. 
Вихованець хокейної школи ЕКС. Виступав за «Еспоо Блюз», КооКоо (Коувола), «Металург» (Магнітогорськ), «Фер'єстад» (Карлстад).
В чемпіонатах Фінляндії — 207 матчів (23+82), у плей-оф — 37 матчів (4+9). В чемпіонатах Швеції — 101 матч (11+23), у плей-оф — 25 матчів (0+10).
У складі національної збірної Фінляндії учасник чемпіонату світу 2014 (10 матчів, 0+2); учасник EHT 2011, 2012, 2013, 2014, 2015. У складі молодіжної збірної Фінляндії учасник чемпіонату світу 2008. 
Брат: Яні Лаюнен.
Досягнення
- Срібний призер чемпіонату світу (2014)
- Срібний призер чемпіонату Фінляндії (2008, 2011).
- Срібний призер чемпіонату Швеції (2014).